# Vikingligr Veldi
Vikingligr Veldi (с др.-сканд. Владычество викингов) — дебютный студийный альбом норвежской экстремальной метал-группы Enslaved, выпущенный 22 февраля 1994 года лейблом Deathlike Silence Productions.
Альбом посвящён основателю блэк-метал-группы Mayhem Евронимусу, который был убит Варгом Викернесом 10 августа 1993 года.

## Предыстория альбома
Enslaved были образованы в 1991 году Иваром Бьорнсоном и Грутле Хьелльсоном (также известным как Кьетиль Грутле), когда им было 13 и 17 лет соответственно: встретились в местном репетиционном зале, где в тот день играли их две разные группы.. До создания Enslaved Бьорнсон и Хьелльсон играли в дэт-метал-группе Phobia, но, как и многие в растущем движении экстремального метала, они искали новые источники вдохновения и самовыражения. Они решили создать группу вместе, и к ним присоединился барабанщик Трайм Торсон. Название группы было навеяно демо-треком «Enslaved in Rot» блэк-метал-группы Immortal.
Так началось существование Enslaved, и в 1991 году они записали своё первое демо — Nema. Летом следующего года группа выпустила второе демо — Yggdrasill.

## Производство и запись
Музыка и тексты песен были написаны в период с 1992 по 1993 год («Heimdallr» был выпущен в 1992 году на демо-альбоме Yggdrasill). Альбом был записан в концертном зале Grieghallen в Бергене, Норвегия. Сведением и продюсированием занимались Пюттен и сама группа Enslaved с 1993 по 1994 годы.
Альбом был посвящён Евронимусу — гитаристу Mayhem, основателю норвежской сцены и владельцу Deathlike Silence Productions, который был убит в 1993 году.

## Музыка и тексты песен

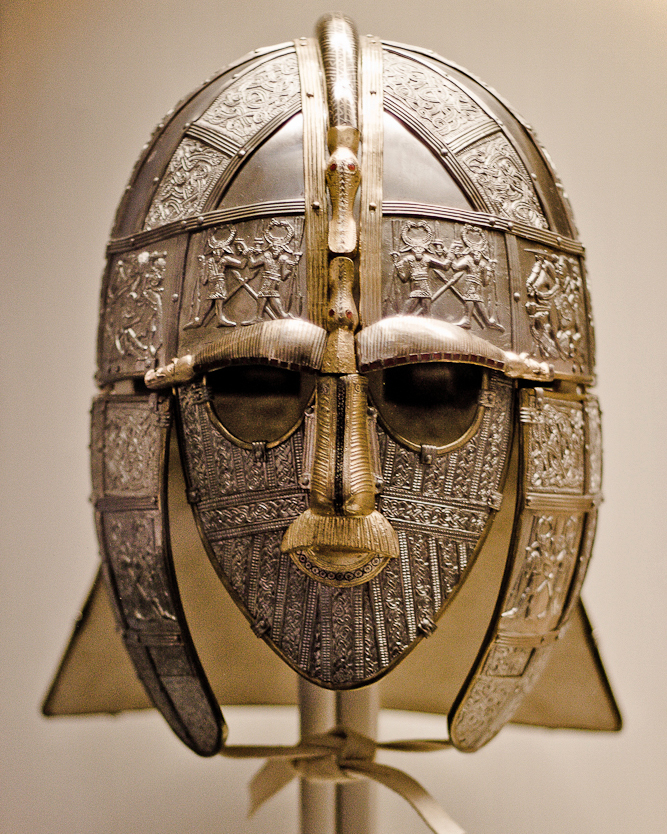
Точная копия Шлема из Саттон-Ху, оригинал которого, возможно, принадлежал Редвальду

Музыка на Vikingligr Veldi уходит корнями в традиционный блэк- и викинг-метал. Она была описана как «эпическая»: все композиции выдержаны в довольно быстром темпе, содержат мелодичность. Хотя Enslaved начинали как типичная норвежская блэк-метал группа в 1991 году, к 1993 году они начали использовать необычные для этого жанра структуры песен: все произведения, кроме «Heimdallr», длятся более 10 минут. Также были использованы клавишные — здесь она является важной частью музыки. Тем не менее, присутствует грубое и агрессивное влияние блэк-метала. Вокальные отрывки довольно редки. Альбом завершается инструментальной композицией «Norvegr», в которой сочетаются электрические и акустические инструменты.
Vikingligr Veldi — это концептуальный альбом, который повествует о скандинавских преданиях глубокой древности. Песня «Lifandi Liv Undr Hamri» (с др.-сканд. Жизнь с молотом) рассказывает о завоеваниях и набегах викингов. В песне «Vetrarnótt» (с др.-сканд. Зимняя ночь) описывается некий языческий ритуал. Песня «Midgards Eldar» (с др.-сканд. Огни Мидгарда) — о жизни в Мидгарде. «Heimdallr» (с др.-сканд. Хеймдалль) — песня о Хеймдалле, страже богов; первоначально она появилась на демо-записи Yggdrasill в 1992 году.
В буклете альбома Enslaved объясняет, что тексты песен в оригинале были написаны на исландском, за исключением четвёртой части — «Heimdallr», написанной на старонорвежском языке. Группа также поблагодарила Сигвальда Торлаксона (бывший басист Old Funeral), «который любезно поделился с нами своими знаниями и мудростью», а также перевёл и отредактировал тексты песен для группы. Также включены английские переводы текстов. В буклете группа также призывает своих слушателей присоединиться к ней в их «Марше к вечной славе», чтобы погасить «слабый свет» и поднять пламя Мидгарда.

## Художественное оформление
На обложке альбома изображён англосаксонский шлем, найденный на раскопках в Саттон-Ху в Англии, который многие отождествляют с королём Восточной Англии VII века Редвальдом.

## Выпуск
Vikingligr Veldi был выпущен на компакт-диске в 1994 году компаниями Deathlike Silence Productions и Voices of Wonder. В Польше альбом был выпущен на кассете компанией Morbid Noizz Productions в 1995 году. Кроме того, Candlelight Records выпустили Vikingligr Veldi в 2004 году вместе с первым EP группы — Hordanes Land отремастированный в виде двойного CD.

## Отзывы критиков
| Оценки критиков | Оценки критиков |
| Источник        | Оценка          |
| --------------- | --------------- |
| AllMusic        | [ 1 ]           |

В AllMusic написали следующее: «Vikingligr Veldi <…> доказали, что <…> Enslaved были готовы нести факел норвежского блэк-метала и после шокирующей кончины их первоначального лидера Евронимуса», назвав его «альбомом, который по большей части выдерживает испытание временем и остаётся важнейшим важность для жанра блэк-метал». Роберт Мюллер из немецкого Metal Hammer назвал вклад Enslaved в сплит-альбом с Emperor грандиозным, «чем-то вроде тайной изюминки: скандинавские мифы о бурном блэк-метале в сочетании с авангардными элементами, напоминающими Pan.Thy.Monium»; для сравнения, их дебютный альбом «немного разочаровывает, потому что там, где раньше всегда длинные песни могли похвастаться множеством интересных аспектов, теперь царит слишком часто монотонное безумие». В журнале The Metal Observer назвали Vikingligr Veldi «великолепным», альбом стал «вечной классикой» викинг-метала и «свидетельством для тех, кто думает, что клавишные ничего не потеряли в блэк-метале».

## Список композиций
Слова и музыка всех песен — Ивар Бьорнсон, за исключением отмеченных.
| №                   | Название                  | Длительность |
| ------------------- | ------------------------- | ------------ |
| 1.                  | «Lifandi lif undir hamri» | 11:29        |
| 2.                  | «Vetrarnótt»              | 10:56        |
| 3.                  | «Midgards eldar»          | 11:15        |
| 4.                  | «Heimdallr»               | 06:14        |
| 5.                  | «Norvegr»                 | 10:57        |
| Общая длительность: | Общая длительность:       | 50:52        |

| №                   | Название                    | Автор(ы)                 | Длительность |
| ------------------- | --------------------------- | ------------------------ | ------------ |
| 1.                  | «Lifandi lif undir hamri»   |                          | 11:29        |
| 2.                  | «Vetrarnótt»                |                          | 10:56        |
| 3.                  | «Midgards eldar»            |                          | 11:15        |
| 4.                  | «Heimdallr»                 |                          | 06:14        |
| 5.                  | «Norvegr»                   |                          | 10:57        |
| 6.                  | «Slaget i skogen bortenfor» | Ивар Бьорнсон, Иван Поул | 13:08        |
| 7.                  | «Allfǫðr Oðinn»             |                          | 7:47         |
| 8.                  | «Balfǫr»                    |                          | 9:49         |
| Общая длительность: | Общая длительность:         | Общая длительность:      | 1:21:40      |

## Участники записи
| Enslaved - Грутле Хьелльсон — вокал, бас-гитара - Ивар Бьорнсон — гитара, клавишные, пианино, электроника - Трюм Торсон — барабаны Приглашённые музыканты - Торлак Сигвалдасон — переводчик текстов | Производственный персонал - группа Enslaved — продюсирование, сведение - Пюттен — продюсирование, сведение, звукорежиссёр - Давид Бертолини — звукорежиссёр - Падден — сведение, барабанный техник - Хеллхаммер — барабанный техник - Ханс Эйнар Йоханнесен — фотограф |